# متحف السكك الحديدية الأرمنية

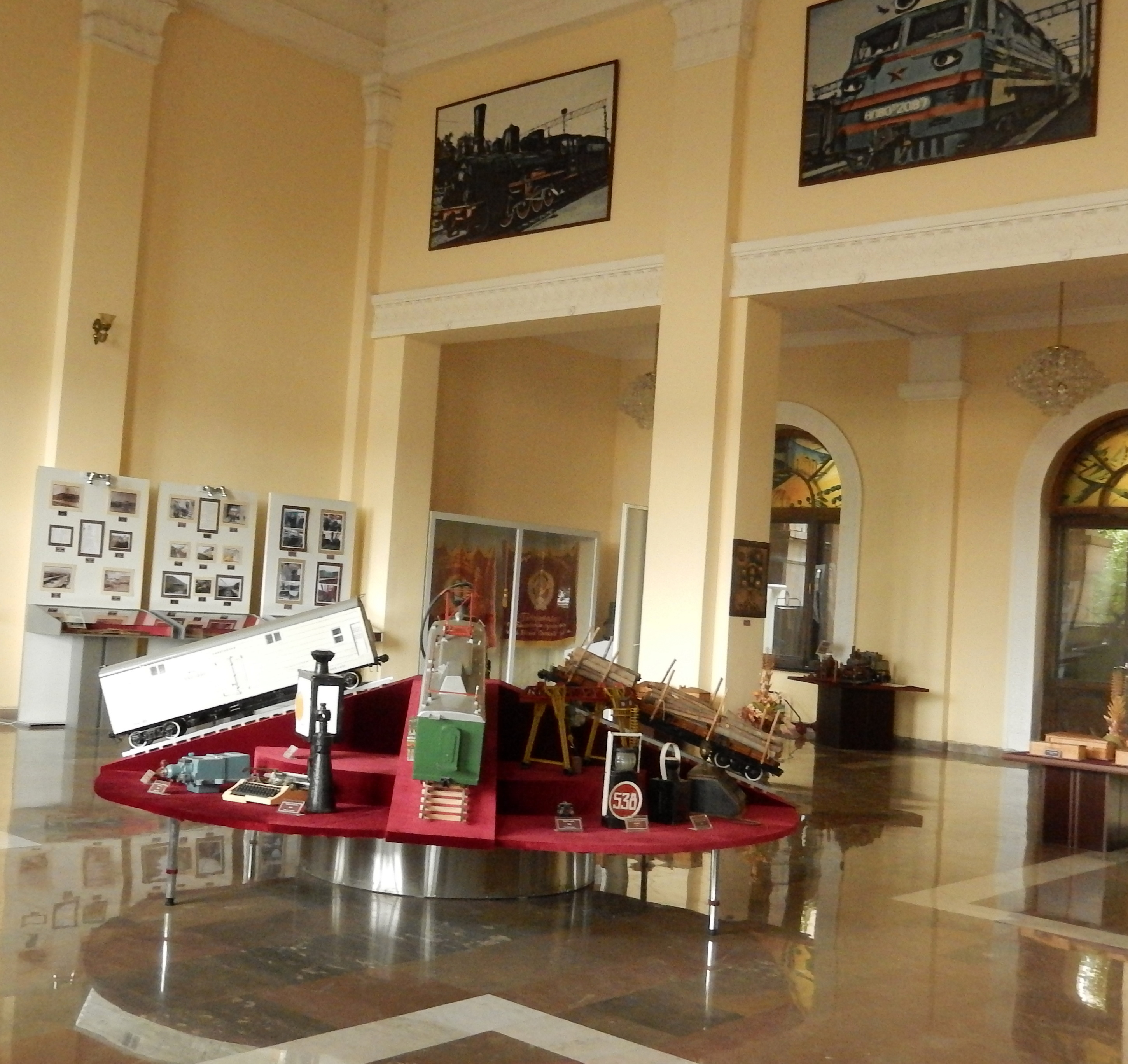
متحف السكك الحديدية الأرمنية

متحف السكك الحديدية الأرمنية (بالأرمينية: Հայաստանի երկաթուղու թանգարան) هو متحف يقع في محطة سكة الحديد الرئيسية يريفان في أرمينيا مخصص لتاريخ السكك الحديدية بالبلد.

## تاريخه
يعود تأسيس المتحف في 31 يوليو 2009 الذي توافق مع اليوم العالمي للسكك الحديدية، إلى مبادرة من شركة قوقاز الجنوب للسكك الحديدية التابعة لشركة السكك الحديدية الروسية، والتي تمثل مشغل السكك الحديدية الأساسي في أرمينيا.
المتحف مفتوح للزوار من الإثنين إلى الجمعة من العاشرة صباحا إلى الخامسة مساء.
كل التعاليق والتفسيرات به مكتوبة بالأرمنية والروسية.

## المجموعات المعروضة
يسرد المعرض لزواره تاريخ السكك الحديدية الأرمنية منذ إدخالها في 1896 وصولا إلى يومنا خلال عشر مراحل. يتضمن المعرض نسخا من الوثائق التاريخية حول بناء المعابر على مستوى أرمينيا، صور فوتوغرافية نادرة للقطارات القديمة مجسمات مصغرة للقطارات القديمة والحديثة ومعدات السكك الحديدية وحتى المحطات.
بعض القطع كانت في الأصل هدايا من شركة السكك الحديدية الروسية.

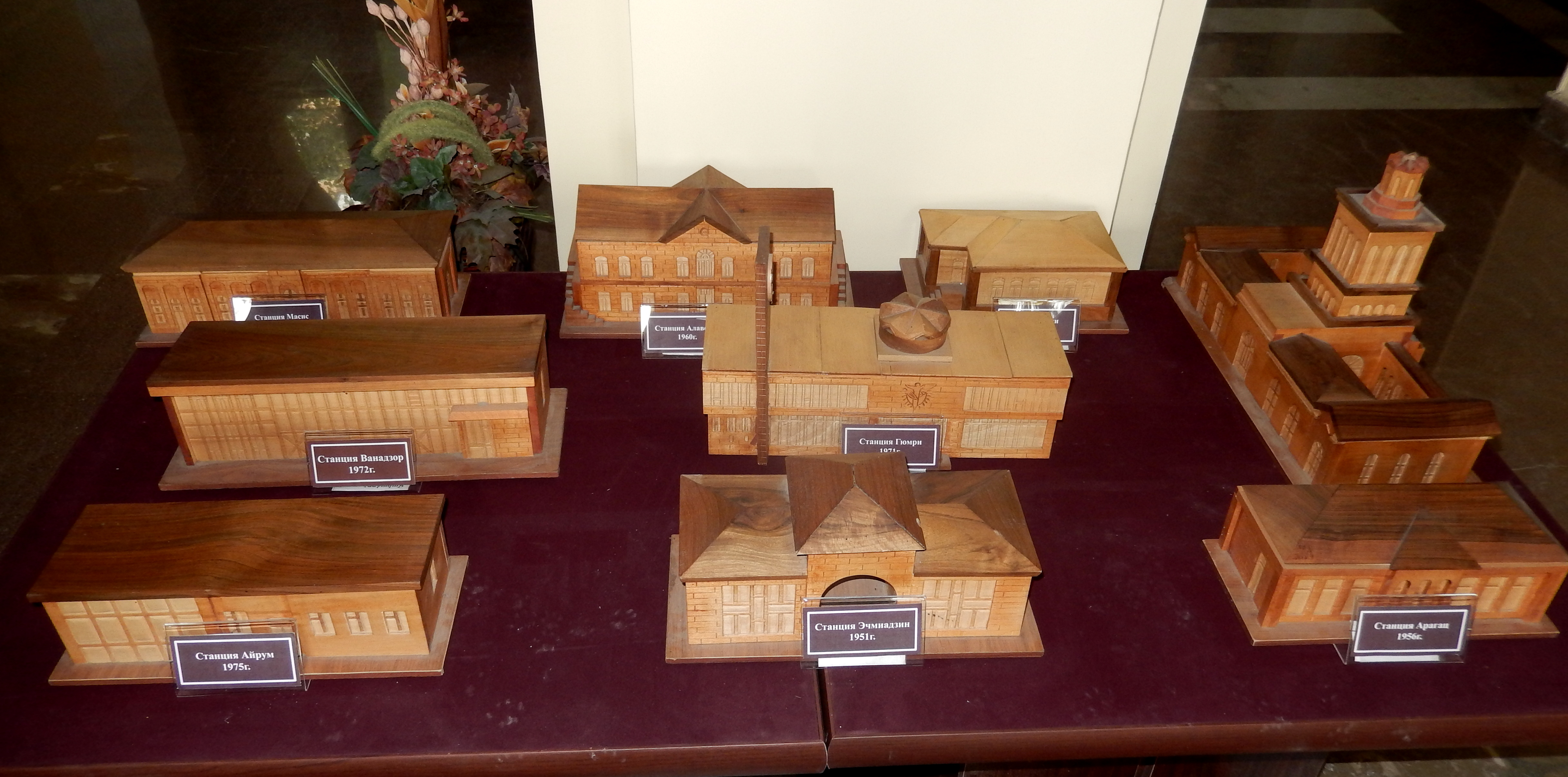
مجسمات المحطات
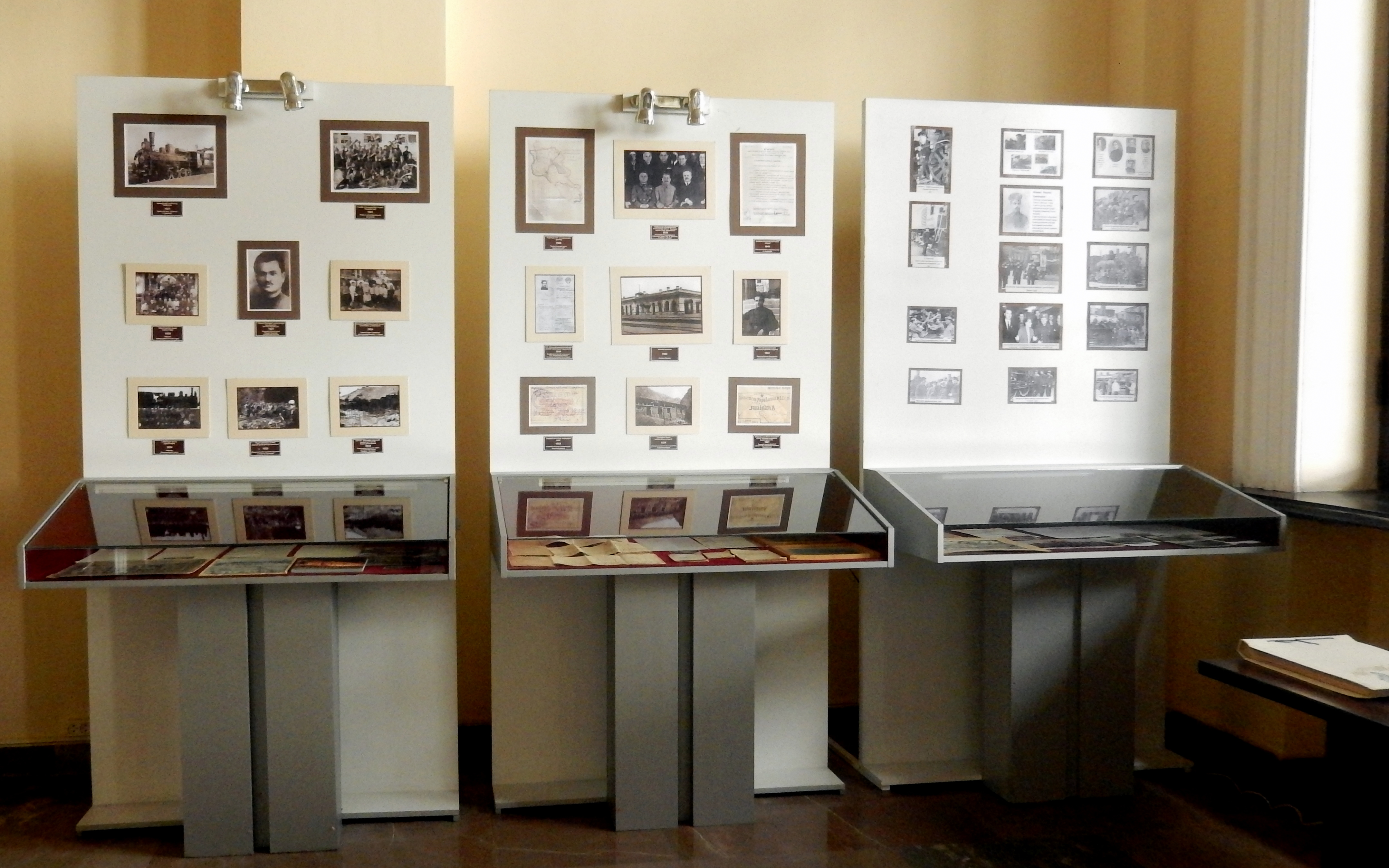
صور فوتوغرافية
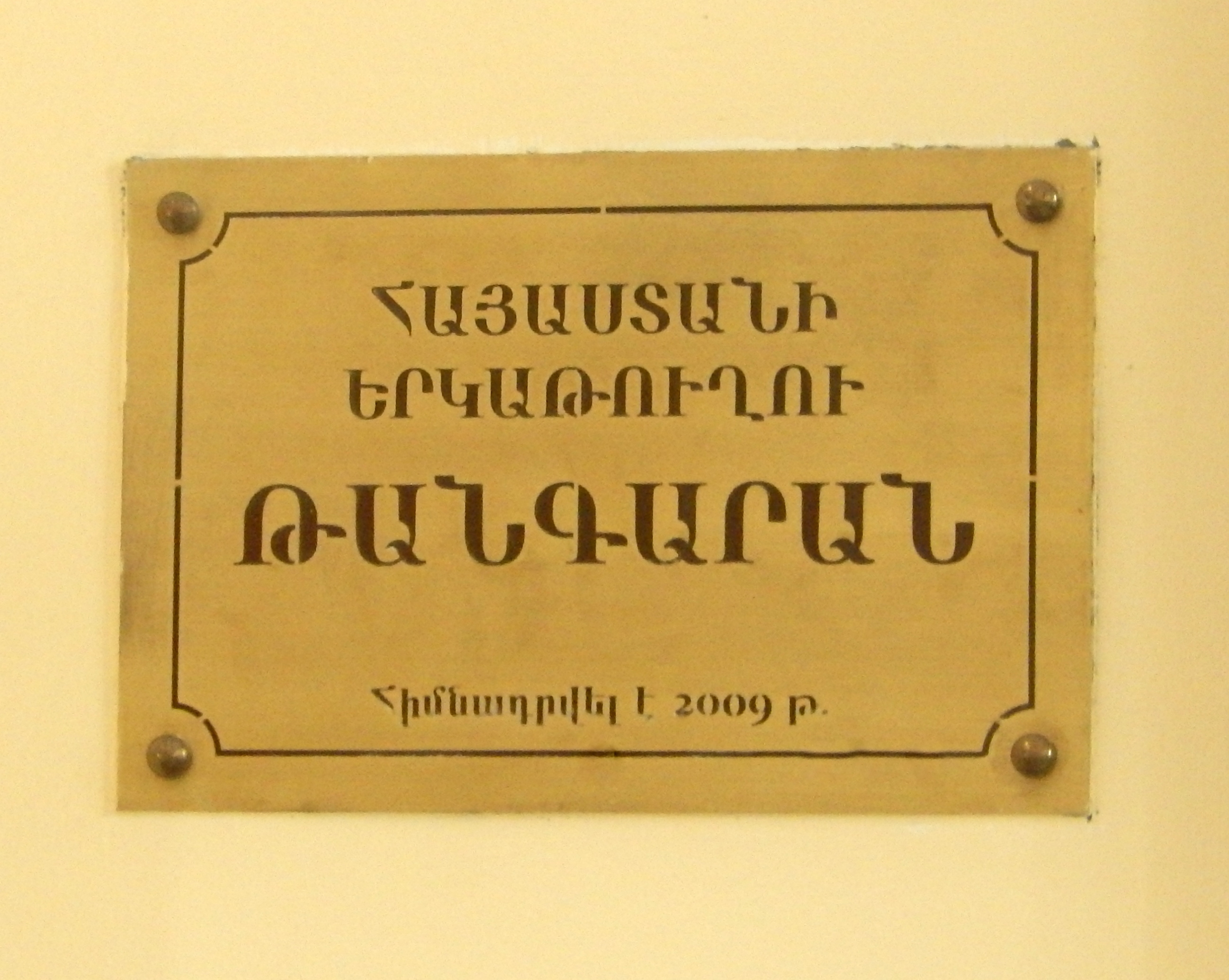
لافتة بالأرمنية
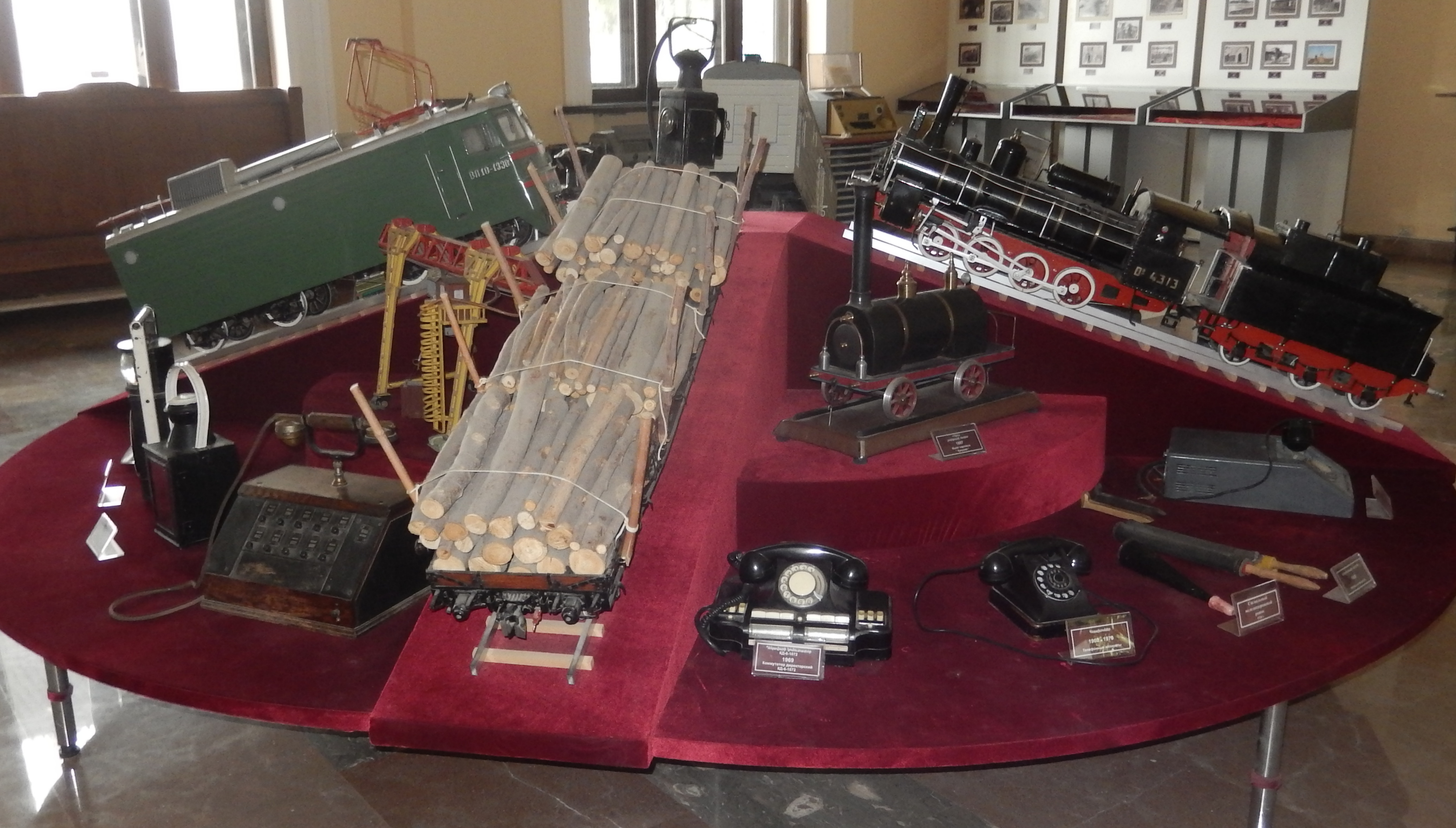
مجسمات الآلات
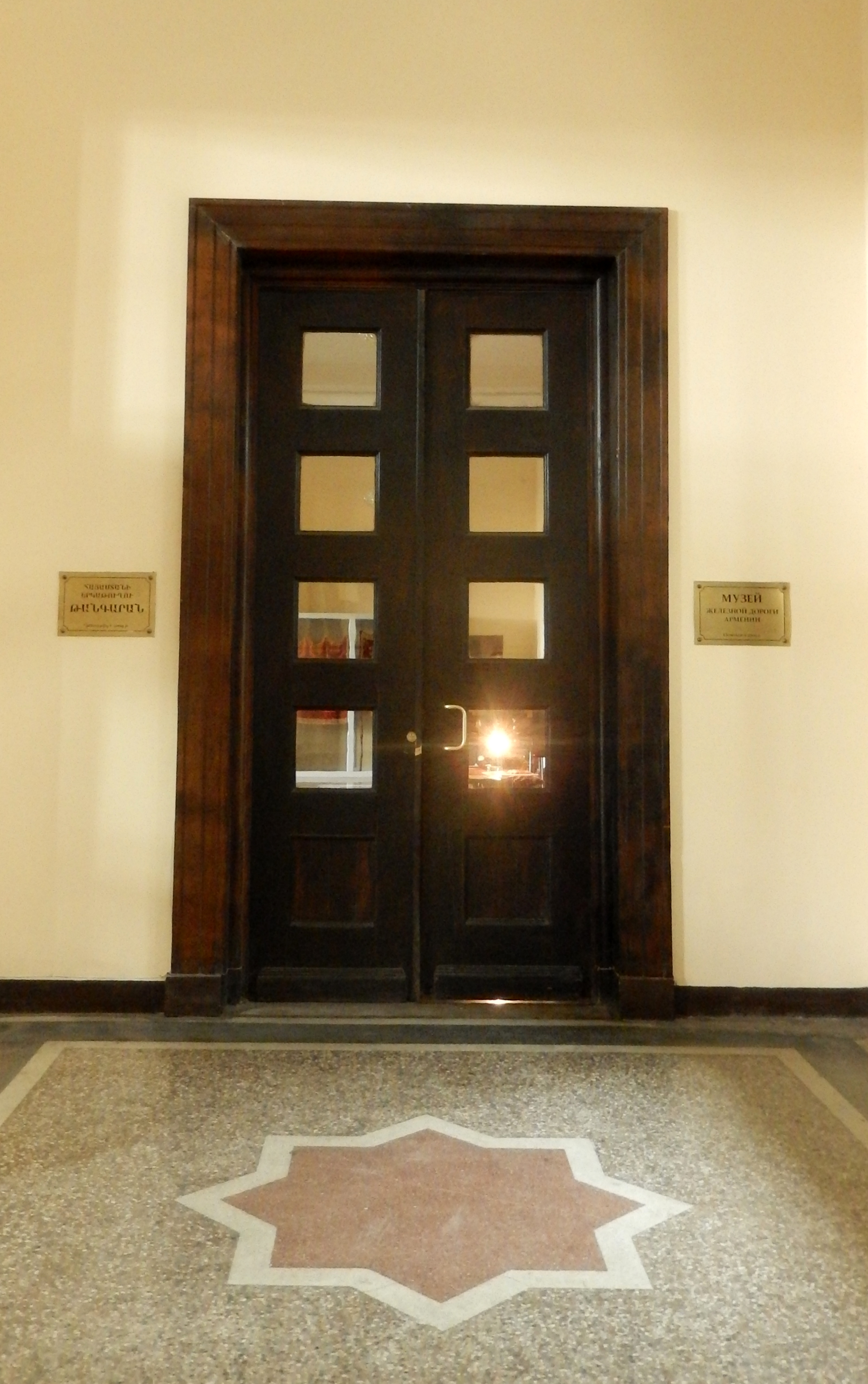
مدخل المتحف